# جاي ليغ وينينغ إليفن 2008 كلوب شامبونشب
جاي ليغ وينينغ إليفن 2008 كلوب شامبونشب (بالإنجليزية: J-League Winning Eleven 2008 Club Championship)‏ ، هي لعبة فيديو إلكترونية من نوع رياضة كرة القدم، أنتجت شركة كونامي بتاريخ 21 أغسطس 2008م في اليابان.

## وصلة خارجية
اللعبة في موقع جيم فاكس